# Elisabeth Gyllenstierna
Elisabeth Gyllenstierna, född 1 mars 1581 i Tryserums församling, Östergötland, död januari 1646, var en svensk hovfunktionär. Hon var överhovmästarinna 1634–1639.

## Biografi
Elisabeth Gyllenstierna föddes 1581 på Fågelvik i Tryserums socken. Hennes föräldrar var riksdrotset Nils Göransson Gyllenstierna och Ebba Bielke af Åkerö. Gyllenstierna gifte sig 6 februari 1608 med amiralen Hans Claesson (1574–1620).
Gyllenstierna var hovmästarinna hos drottning Kristina och tog avsked från tjänsten 1639. Hon avled 1646 och begravdes tillsammans med sin man i Årstagraven i Österhaninge kyrka. Hon utnämnde sina döttrar Ebba och Karin och sin brorsdotter Ebba Gyllenstierna till hovfröknar.